# Entité singulière de population
Une entité singulière de population (en espagnol : Entidad singular de población) est, en Espagne, d'un point de vue statistique, « tout secteur habitable d'un territoire communal, habité, ou, exceptionnellement, dépeuplé, clairement différencié au sein de ce dernier et qui est connu par une dénomination spécifique qui l'identifie sans possibilité de confusion », selon la définition de l'Institut National de la Statistique de l'Espagne.